# Spohn-Gymnasium Ravensburg
Das Spohn-Gymnasium ist ein städtisches humanistisches Gymnasium in Ravensburg. Es ist nach dem Ravensburger Unternehmer Julius Spohn benannt.

## Geschichte

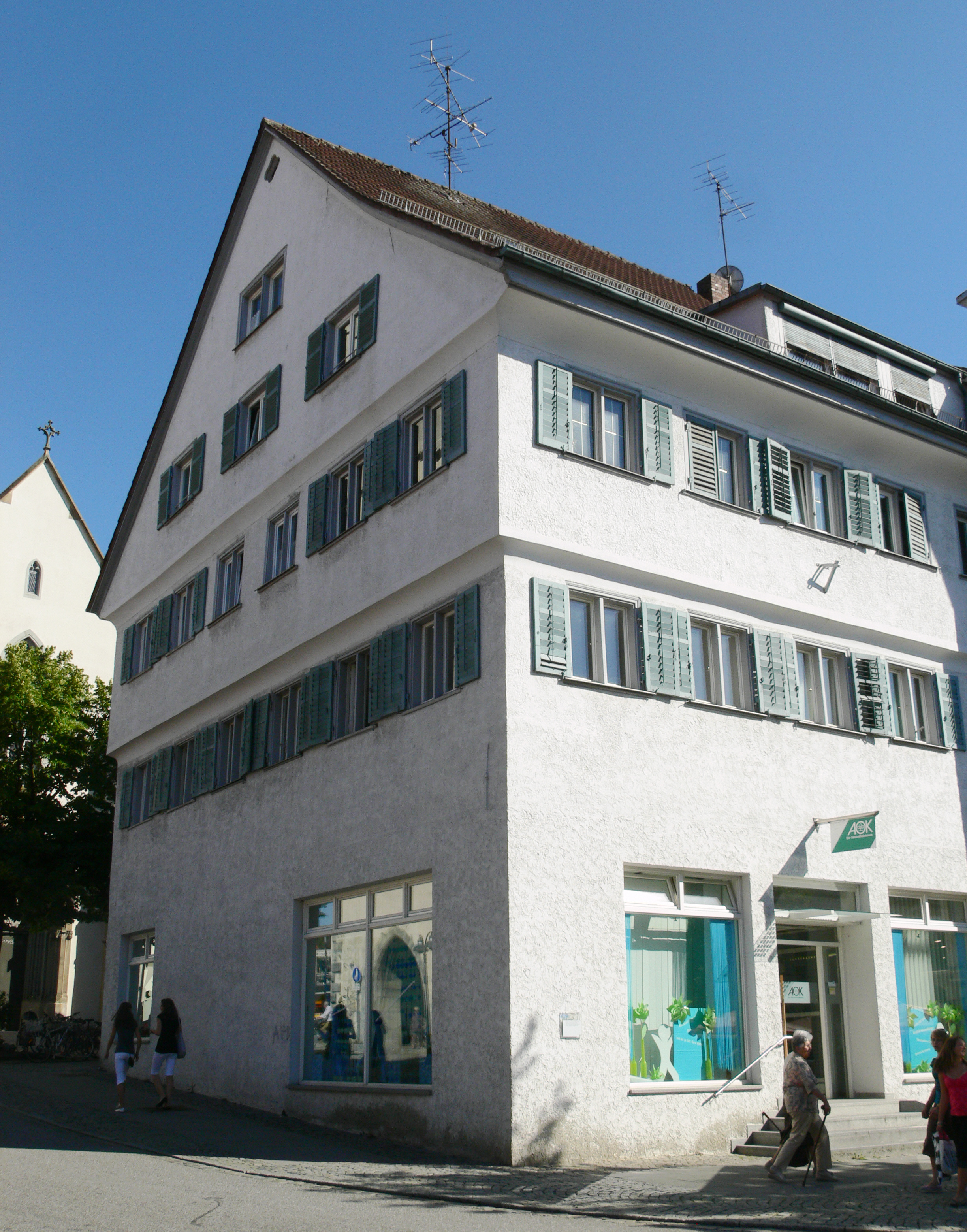
Ehemalige Lateinschule in Ravensburg

Bereits um 1220 wird erstmals ein Lateinlehrer (scolasticus) für Ravensburg erwähnt. 1351 befand sich eine Lateinschule im Gebäude Kirchstraße 25 bei der Pfarrkirche Liebfrauen. Nach dem ersten bekannten Bestallungsvertrag von 1528 stand der Schulmeister damals in städtischen Diensten. 1534 bis 1542 lehrte dort der Humanist Johannes Susenbrot.
Mit der Reformation in Ravensburg 1546–1548 erfolgte eine Trennung der Schulformen nach Konfessionen mit einer katholischen Lateinschule und einer evangelischen deutschen Volksschule. In der Lateinschule setzte sich im 16. Jahrhundert die Lehrmethode der Jesuiten durch, wobei die religiöse Unterweisung und die Musik breiten Raum einnahmen. Vom klassischen Trivium wurde allerdings nur die Grammatik gelehrt und es gab einen rudimentären Altgriechisch-Unterricht.
Nach dem Dreißigjährigen Krieg gab es aufgrund der numerischen Parität der Konfessionen in der Stadt Bestrebungen, die Lateinschule in eine paritätische Schule umzuwandeln. Dieses führte jedoch 1662 zur Gründung einer eigenen katholischen höheren Schule im Kloster des Karmeliterordens, so dass bis zum Ende der Reichsstadtzeit zwei konfessionelle höhere Schulen bestanden.
Als Ravensburg zu Beginn des 19. Jahrhunderts für einige Jahre zum Königreich Bayern zählte, wurde auch das Schulwesen neu geordnet. Zunächst wurde 1805 eine paritätische Realschule mit Französisch als erster und Latein als zweiter Fremdsprache gegründet. Nachdem Ravensburg 1810 dem Königreich Württemberg zugeschlagen worden war, wurde 1820 die Lateinschule im Sinne des Neuhumanismus ebenfalls als paritätische Schule reformiert. Beide Schulen standen unter derselben Leitung und weiterhin in städtischer Trägerschaft, allerdings unter Schulaufsicht des Landes. Als Schulgebäude diente seit 1825 das zu diesem Zweck aufwendig umgebaute ehemalige Karmeliterkloster.
1839 wurden beide Schulen mit einer Klasse zu einer dreiklassigen Anstalt erweitert. Die Realschule befähigte damit zum Besuch an der höheren Handelsschule in Stuttgart und die nun Lyzeum genannte ehemalige Lateinschule konnte so auch Griechisch und Hebräisch für angehende Theologiestudenten anbieten. Die acht Lehrer waren fast alle Theologen.
1869 wechselten die höheren Schulen in die Räumlichkeiten des ehemaligen Frauenklosters am Mehlsack.
1880 wurde das Lyzeum durch Dekret des württembergischen Königs Karl zum Gymnasium erhoben und am 11. Januar 1881 feierlich eingeweiht. Die Schülerzahl wuchs in diesem Jahr von 217 im Januar auf 256 Schüler im Oktober. 121 kamen aus dem Umland. 1885 gab es bereits 307 Schüler, von denen 188 katholisch, 83 evangelisch und 4 jüdisch waren.

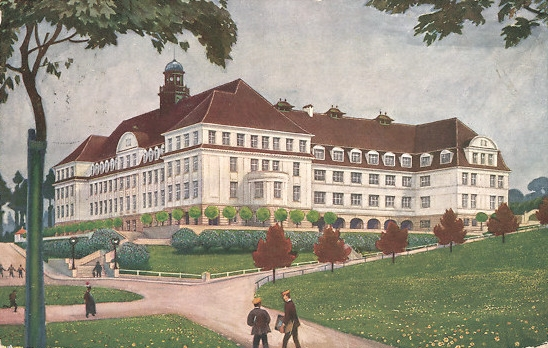
Spohn-Gymnasium auf einer Ansichtskarte von 1914

1905 gab es erste Überlegungen zu einem Neubau, da aufgrund der wachsenden Schülerzahlen der Platzbedarf wuchs und bereits einige Klassen in Nachbargebäude ausgelagert worden waren. 1907 schrieb die Stadt hierzu einen Architektenwettbewerb aus.
1909 wurde mit der Aufnahme der ersten Schülerinnen die Koedukation eingeführt.
1912 konnte der damalige Oberbürgermeister Andreas Reichle den vermögenden Ravensburger Textil- und Zementunternehmer Julius Spohn zu einer großzügigen Stiftung für den Bau eines neuen Schulgebäudes bewegen, das bis 1914 auf 8000 m² großen, ehemaligen Spohn’schen Grundstücken am Hang nördlich des Stadtkerns nach Entwurf des Heilbronner Architekten Adolf Braunwald errichtet wurde.
1934 wurde Max Luib, der NSDAP-Kreisleiter von Böblingen, Schulleiter des Ravensburger Gymnasiums. Wegen schlechten Dienstzeugnissen aus den 1930er Jahren zu seiner Lehrertätigkeit und seinem außerordentlichen Parteieinsatz in der NSDAP war diese Versetzung nicht fachlich, sondern politisch motiviert. 1939 setzte er sich maßgeblich für die Einführung des Weltanschaulichen Unterrichts ein, der den Religionsunterricht ersetzte. Im gleichen Jahr wurde der einzige jüdische Schüler der Schule Peter "Pinchas" Erlanger, obwohl er einer der besten Schüler war, nicht versetzt und musste deswegen die Schule verlassen und anschließend mit seiner Familie aus Deutschland fliehen. Daraufhin beschrieb Schulleiter Luib die Schule erfreut als "judenrein". Luib übernahm auch den Schulleiterposten der Oberrealschule Ravensburg und führte 1944 beide Schulen zur "Spohnoberschule für Jungen" zusammen. Am 1. Juli 1945 wurde Luib von den französischen Besatzern seines Amtes als Schulleiter enthoben.
Nach dem Zweiten Weltkrieg wurde mit der Trennung der beiden Oberschulen begonnen, und es entstanden unter einem Dach das altsprachliche Spohn-Gymnasium mit ca. 250 Schülern und das naturwissenschaftlich orientierte Albert-Einstein-Gymnasium mit ca. 500 Schülern.
2008 richtete man einen Hochbegabtenzug für Schüler mit Hochbegabung ein.
Im November 2017 verwandelte sich das Spohn-Gymnasium im Rahmen des Projekts "Schule als Staat" gemeinsam mit dem Albert-Einstein-Gymnasium Ravensburg für eine Woche in die "Republik Vestraragymbi".
2021/2022 erfolgte eine Generalsanierung des Gebäudes für ca. 23,3 Mio. Euro.

## Schulhaus und Gelände
Das Spohn-Gymnasium teilt sich ein Gelände mit dem Albert-Einstein-Gymnasium Ravensburg (AEG) und dem Welfen-Gymnasium. Auf dem Gelände stehen zwei Schulhäuser, wobei sich in einen der Gebäude das AEG und das Spohn befinden und sich im anderen das Welfen-Gymnasium befindet. Sowohl an das Welfen-Gebäude als auch an das Gebäude des Spohn- und Albert-Einstein-Gymnasiums sind Anbauten angebaut worden, der Anbau des Spohns wird "Pavillon" und der des Welfen "Schlössle" genannt. Es befinden sich drei weitere Gebäude auf dem Gelände: die Mensa und zwei Sporthallen, die große Turnhalle und die „rote Halle“. Zudem gibt es noch einige Container aus der Phase der Generalsanierung.

## Schulleiter
- 1248 Heinricus scolasticus
- 1275 Heinricus dictus Wolfegge
- 1534–1542 Johannes Susenbrot
- 1816 Johannes Dehlinger
- 1825 Johann August Beigel
- 1875 Julius Held
- 1883–1903 Hermann Ehemann
- 1904–1919 Johannes Schermann
- 1919–1933 Josef Haug
- 1934–1. Juli 1945 Max Luib[2][6]

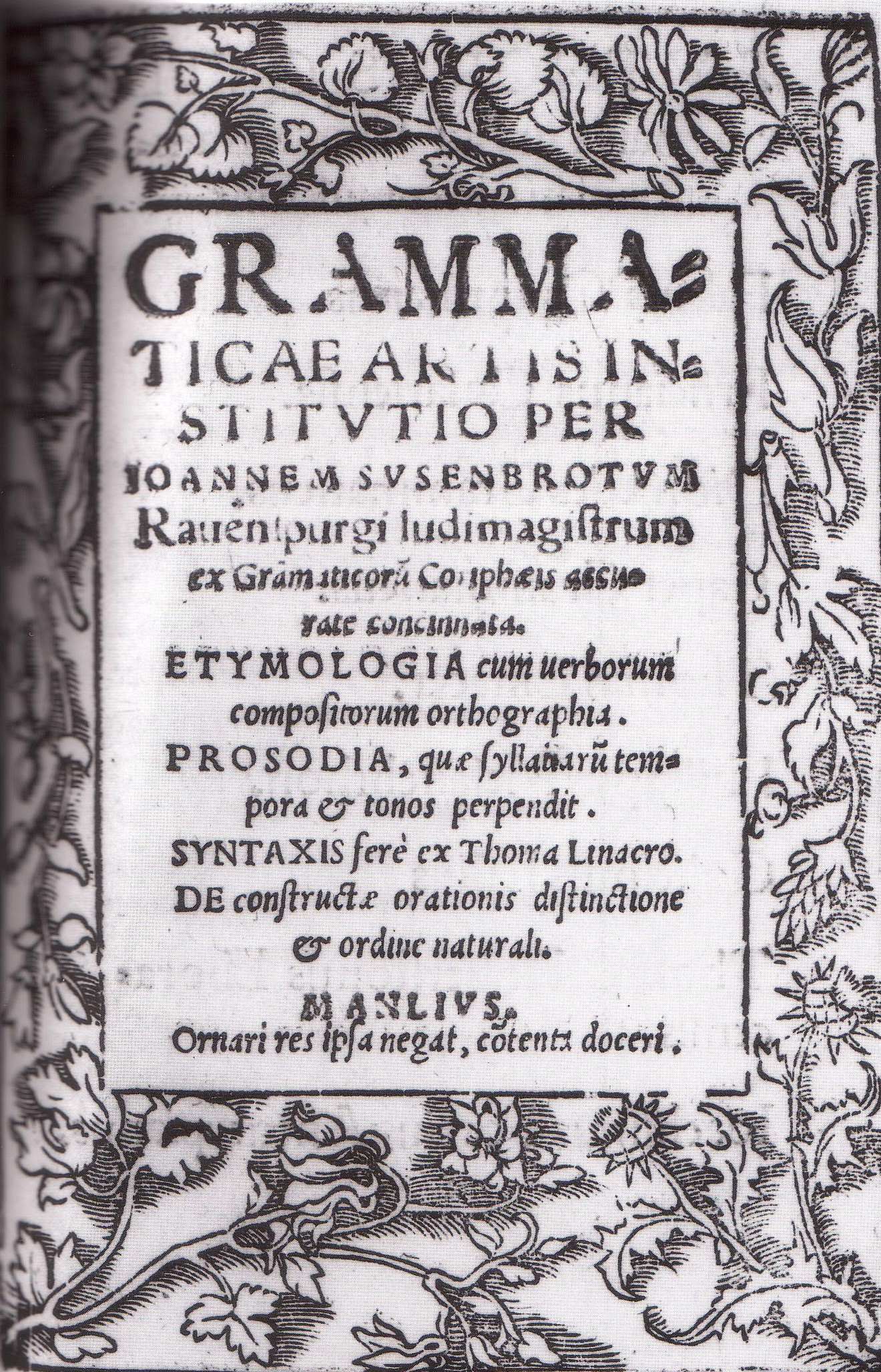
Titelblatt von Susenbrots „Grammaticae artis institutio“, Leipzig 1539

- 1945–1947 Max Simon (kommissarisch)
- 1947–1953 Georg Mühleisen
- 1953–1965 Anton Breitinger
- 1965–1971 Wilhelm Wahl
- 1971–1990 Franz Braig
- 1990–1998 Walter Boenchendorf
- 1998–1999 Hermann von Blume (kommissarisch)
- 1999–2000 Hans Albrecht Schnitzler
- 2000–2001 Hermann von Blume (kommissarisch)
- 2001–2012 Ulrich Bösenberg
- 2012–2013 Wolfgang Bechler (kommissarisch)
- 2013–2024 Susanne Lutz
- seit 2024: Silke Hubig

## Persönlichkeiten (Schüler)
- Michael Hummelberger (1487–1527), Humanist und Philologe
- Otto Robert Maier (1852–1925), Buchhändler und Verleger[11]
- Rupert Mayer (1876–1945), Priester, Jesuit und Widerstandskämpfer, Seliger der katholischen Kirche[12]
- Karl Otto Müller (1884–1960), Archivar und Rechtshistoriker
- Karl Aloys Schenzinger (1886–1962), Autor von Sachbüchern und NS-Propaganda
- Alfons Dreher (1896–1980), Stadtarchivar und Lehrer (auch am Spohn-Gymnasium)
- Bernhard Bauknecht (1900–1985), Politiker (CDU) und Bauernfunktionär
- Albert Sauer (1902–1981), Politiker (CDU), Kultusminister und Oberbürgermeister von Ravensburg[13]
- Walter Hailer (1905–1989), Jurist und Politiker (CDU)
- Anselm Günthör (1911–2015), Benediktiner und Moraltheologe[14]
- Bernhard Dietsche (1912–1975), Nationalsozialist
- Pinchas Erlanger (1926–2007), Landwirt und Aktivist für die deutsch-israelische Freundschaft
- Otto Rundel (1927–2010), Präsident des Rechnungshofes Baden-Württemberg
- Otto Julius Maier (* 1930), Verleger (Ravensburger AG)
- Heinrich Hamm (1934–2017), Kirchenmusiker, Organist und Chorleiter
- Klaus Schwab (* 1938), Wirtschaftswissenschaftler
- Karl-Richard Bausch (1939–2022), Sprachwissenschaftler
- Wulf Thommel (1940–2013), Ministerialbeamter, Generalsekretär der Akademie der Wissenschaften und der Literatur
- Heiner Müller-Krumbhaar (1944–2024), Professor für Theoretische Physik
- Paul Ziemann (* um 1948)[15], Festkörperphysiker
- Wolfram Frommlet (* 1945), Autor und Journalist
- Heribert Wahl (* 1945), katholischer Theologe
- Rolf Verleger (1951–2021), Neurologe und Direktoriumsmitglied im Zentralrat der Juden in Deutschland
- Rudolf Köberle (* 1953), Politiker (CDU)
- Oswald Metzger (* 1954), Politiker (Grüne, CDU)
- Johanna Stachel (* 1954), Kernphysikerin
- Harald Hillebrecht (1960–2024), Chemiker
- Jochem Kahl (* 1961), Ägyptologe
- Guido Wolf (* 1961), Politiker (CDU)
- Reiner Schuhenn (* 1962), Kirchenmusiker
- Alfred Lutz (* 1963), Historiker
- Markus Theinert (* 1964), Tubist und Dirigent
- Christof Schuler (* 1965), Althistoriker und Epigraphiker
- Hans Lamparter (* 1965), Sparkassendirektor[16]
- Uli Boettcher (* 1966), Schauspieler und Kabarettist
- Gregor Hübner (* 1967), Jazzmusiker
- Johannes Braig (* 1967), figurativer Künstler
- Veit Hübner (* 1968), Jazzmusiker
- Götz Kubitschek (* 1970), Publizist und Verleger der Neuen Rechten
- Sebastian Ströbel (* 1977), Schauspieler
- Johannes Lauer (* 1982), Jazzposaunist und Komponist
- Charlotte Rezbach (* 1995), Singer-Songwriterin[17]